# Джейн Ейр
«Джейн Ейр», або «Джен Ейр» (англ. Jane Eyre) — класичний роман англійської письменниці Шарлотти Бронте. Цей твір вважають частково автобіографічним і найвизначнішим в її творчому доробку. Він також є одним з найвідоміших романів у Великій Британії.
Книга оповідає про непросту долю сироти із сильним, незалежним характером, про її дитинство, дорослішання, пошук свого шляху й подоланні перешкод, що встають на цьому шляху.

## Сюжет

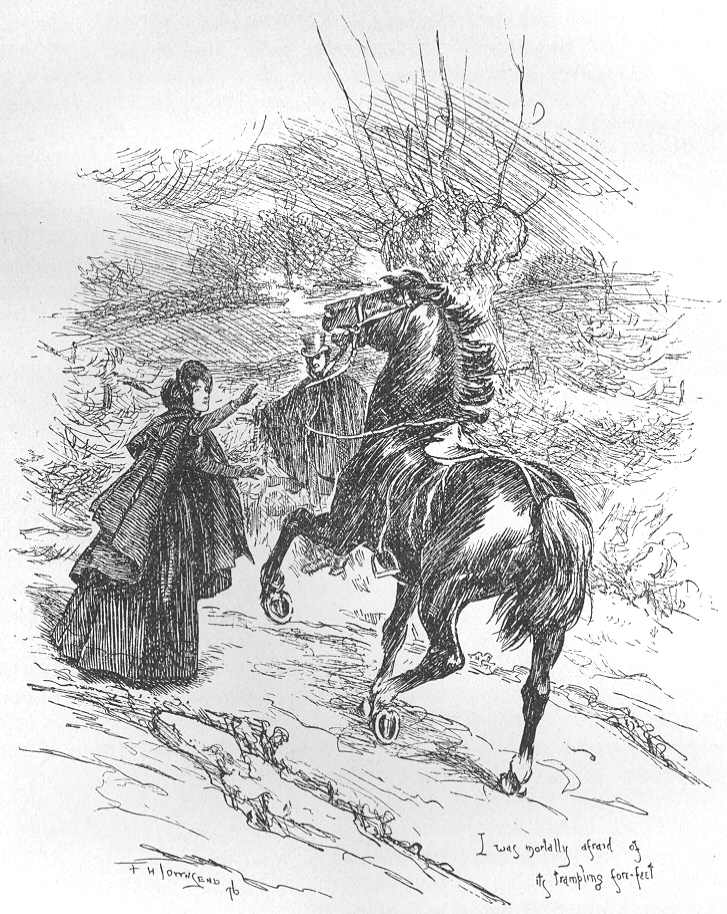
Ілюстрація в книзі, що зображає першу зустріч Джейн Ейр з Едвардом Рочестером.

Маленька Джейн Ейр втрачає батьків і переїжджає до будинку свого дядька. Згодом помирає і він. Дядькова дружина місіс Рід ненавидить свою племінницю, а її діти постійно б'ють Джейн. Після чергових побоїв аптекар, що приїхав оглянути дівчинку, радить місіс Рід віддати її до школи.
Джейн Ейр потрапляє в Ловудську школу для дівчаток. Умови утримання там жахливі. Через погані харчі й одяг у закладі спалахує епідемія тифу, під час якої помирає від сухот подруга Джейн — Елен Бернс. Директор безпідставно називає Джейн брехухою, але попри це, в неї складаються добрі відносини з учителями та іншими ученицями. Закінчивши школу, Джейн працює там вчителькою. Але вона прагне змін, тому дає оголошення в газету і влаштовується гувернанткою в маєток Торнфілд. Її учениця — маленька Адель, вихованка господаря маєтку містера Едварда Рочестера. Він дуже гордий, зверхній та, разом з тим, самоіронічний. Джейн цікава ця людина. Сам Рочестер звик до уваги самовдоволених та багатих дам. Тож скромний характер Джейн Ейр теж зацікавлює його. Вони проводять за розмовами багато часу.
Якось в маєток прибувають гості, знайомі містера Рочестера. Стає зрозуміло, що Рочестер збирається одружитися з красунею Бланш Інгрем. Джейн засмучена. Вона закохана в Рочестера і вважала, що й він також небайдужий до неї. Джейн отримує лист. Їй повідомляють, що місіс Рід помирає і хоче її бачити. Коли Джейн приїхала до будинку тітки, місіс Рід розповіла, що Джейн має ще одного дядька, і він хоче її вдочерити. Після смерті тітки Джейн повернулася до Торнфілду. Рочестер зустрічає її та переконує, що кохає її, а не Бланш, і пропонує Джейн одружитися. Спочатку Джейн не вірить, але, переконавшись у щирості Едвардових почуттів, погоджується. Під час вінчання стає відомо, що Рочестер вже має дружину. Багато років тому батько Едварда, щоб не ділити спадок між двома синами, одружив його на заможній божевільній Берті, яку власник маєтку змушений ховати від сторонніх.
Джейн тікає з Торнфілду, але зберігає в серці любов до Едварда. Вона намагається знайти роботу, але марно. Не маючи грошей, вона довгий час голодує і зрештою непритомніє. Джейн дають прихисток сестри Діана й Мері. Їхній брат Сент-Джон Ріверс влаштовує Джейн сільською вчителькою. Джейн приховує своє справжнє ім'я, але Сент-Джон випадково дізнається його. Виявляється, що Джейн – їхня двоюрідна сестра і спадкоємиця багатого дядька, який на той час вже вмирає. Радість сироти, яка знайшла родичів, затьмарюється лише сумом за коханим. Сент-Джон мріє стати місіонером та поїхати до Індії. Він пропонує Джейн стати його дружиною, адже вона підходить на роль дружини місіонера. Джейн вагається.
Одного вечора їй здається, що Едвард її кличе. Джейн Ейр нічого не знає про долю свого коханого, тому поспішає до Торнфілду. Там вона бачить, що будинок зруйнований. Джейн дізнається, що божевільна місіс Рочестер влаштувала пожежу і загинула. Едвард Рочестер залишився калікою. Він втратив руку і став сліпим. Тепер він мешкає у віддаленому маєтку. Джейн поспішає до коханого. Рочестер щасливий, що Джейн поруч, але він не хоче, щоб Джейн присвятила себе сліпому каліці. Вона переконує Едварда у своїй відданості і коханні. Для неї важливо бути поруч, а його вади її не хвилюють. Незабаром вони побралися. За кілька років зір Едварда Рочестера частково відновився і він зміг побачити свого первістка.

## Персонажі
- Джейн Ейр — головна героїня і оповідачка роману. Джейн – розумна, рішуча і принципова молода жінка, яка прагне незалежності та самоповаги. Вона долає численні труднощі на своєму життєвому шляху, залишаючись вірною своїм моральним переконанням і прагнучи справжнього кохання.
- Едвард Рочестер — власник маєтку Торнфілд і роботодавець Джейн. Рочестер – складна постать: похмурий, пристрасний, але обтяжений темними таємницями з минулого. Незважаючи на свої недоліки, він закохується в Джейн за її чесність і силу характеру.
- Місіс Рід — тітка Джейн, яка бере її під опіку після смерті батьків. Місіс Рід ставиться до Джейн жорстоко і несправедливо, віддаючи перевагу своїм дітям. Вона уособлює ранні труднощі Джейн, пов’язані з несправедливістю і відчуженням.
- Гелен Бернс — найближча подруга Джейн у Ловудській школі. Гелен – ніжна, віруюча і терпляча дівчина, яка приймає свої страждання зі смиренністю. Її смерть залишає глибокий слід у серці Джейн і впливає на її погляди на життя.
- Містер Брокльхерст — лицемірний і суворий директор Ловудської школи. Він проповідує смиренність і аскетизм для учениць, тоді як сам живе у розкошах. Він уособлює репресивну владу, з якою Джейн стикається в дитинстві.
- Місіс Ферфакс — добра і гостинна економка у маєтку Торнфілд. Вона тепло зустрічає Джейн і стає її подругою, надаючи підтримку під час її перебування в Торнфілді.
- Берта Мейсон — перша дружина Рочестера, яка страждає на психічний розлад і утримується в таємниці на горищі Торнфілда. Берта є символом суспільних обмежень і прихованих небезпек минулого Рочестера.
- Адель Варенс — юна вихованка Рочестера і учениця Джейн. Адель – жвава і життєрадісна дівчинка, яка стає для Джейн першим досвідом виховання і турботи про дитину.
- Сент-Джон Ріверс — клірик і двоюрідний брат Джейн, який приймає її до свого дому, коли вона тікає з Торнфілда. Сент-Джон – амбітний і побожний, але холодний і контролюючий. Він пропонує Джейн одружитися, щоб взяти її з собою як місіонерку, але вона відмовляється через відсутність кохання.
- Діана і Мері Ріверс — сестри Сент-Джона, які стають близькими подругами Джейн. Вони підтримують її і надають їй теплоту та дружбу у важкий період її життя.
- Грейс Пул — служниця в Торнфілді, яка відповідає за догляд за Бертою Мейсон. Її загадкова поведінка допомагає приховати існування Берти протягом значної частини історії.
- Бланш Інґрем — гарна, але пихата світська леді, яка цікавиться Рочестером лише через його багатство. Її присутність підкреслює невпевненість Джейн у своїй зовнішності та соціальному становищі.

## Публікація
Роман уперше опублікований в 1847 році «Смітом Елдером і Ко» (Smith, Elder & Company), Лондон із заголовком «Jane Eyre: An Autobiography» під псевдонімом Каррер Белл. Відразу ж після публікації книга заслужила любов читачів і гарні відгуки критиків, включаючи Вільяма Теккерея, якому Бронте присвятила друге видання. Українською мовою роман вперше переклав М. Рудницький. Під назвою «Ідеалістка» його надрукували у Львові 1902 року.

## Прототипи
Багато епізодів роману засновані на особистому досвіді авторки, тому «Джейн Ейр» можна вважати частково автобіографічним твором. Вже на самому початку роману головну героїню змальовано як маленьку на зріст, худорляву, бліду, непривабливу дівчинку, дуже сором'язливу ззовні, але із незалежним характером і живим розумом. Ці риси цілком відповідають зовнішності й вдачі самої Шарлотти Бронте, яке все життя мала не надто міцне здоров'я, ніяковіла в присутності сторонніх, але вирізнялась працьовитістю, вольовим характером, внутрішньою незалежністю. Ставши гувернанткою, Джейн Ейр зберегла свою внутрішню незалежність, не зважаючи на бідність, яка узалежнювала її від хазяїна маєтку. Саме ця смілива відвертість і привабила її до Едварда Рочестера. Вільям Теккерей у своїх спогадах про Шарлотту Бронте писав: 
|  | Я згадую схвильовану, збентежену постать, маленьку руку, великі чесні очі. Палка чесність здавалася мені найхарактернішою рисою цієї дівчини… Мені вона здавалась маленькою Жанною д'Арк, яка з'являється перед нами і таврує наш легкий спосіб життя, нашу легковажну мораль. Вона справила на мене враження дуже чистої істоти, людини високих помислів. Здавалось, що її ніколи не залишає велике і святе почуття глибокої поваги до правди і справедливості. |

Епізод, в якому кузен Джейн Ейр жбурляє в неї книжкою, узятий із викладацької практики Шарлотти Бронте. Працюючи 1839 року гувернанткою в багатій сім'ї Сіджвіків, вона потерпала від нечемності свого вихованця і зверхнього ставлення його батьків. Можливо, уся родина Рідів була списана нею з цих пихатих аристократів.
Опис поганих умов проживання в Ловудській школі відповідає одному року навчання Шарлотти Бронте в школі в Кован-Бріджі. Описані в романі спалах тифу і смерть від сухот подруги Джейн Ейр навіяні смертю двох її рідних сестер — також вихованок Кован-Бріджа. Показово, що найстарша сестра Шарлотти померла від тифу ще у школі, а друга померла від сухот відразу після повернення зі школи. Засновник школи написаний із преподобного Вільяма Каруса Вілсона (1791—1859), а Елен Бернс — з Марії Бронте, найстаршої сестри письменниці. Ці факти були опубліковані в біографії «The Life of Charlotte Bronte» (1857), написаною її подругою Елізабет Гаскелл. Після закінчення навчання головна героїня роману продовжує працювати у школі вчителькою. Так само було і в житті Шарлотти Бронте, яка чотири роки вчителювала у ро-гедській школі після того, як завершила в ній студії.
Готично похмурий маєток Торнфільд, імовірно, створено з оглядкою на Норт-Ліс-Голл поблизу Гейзерсейджа (North Lees Hall, near Hathersage in the Peak District). Шарлотта відвідала його зі своєю подругою Еллен Нассі влітку 1845 року. Закоханість Джейн Ейр в свого працедавця могла бути навіяна почуттями Шарлотти Бронте до одруженого вчителя пансіону, в якому вона навчалась 1842—1844 року. Більш точно цей епізод її життя відтворений у пізнішому романі «Вілєтт». В реальному житті ці стосунки не отримали продовження, можливо тому і Джейн Ейр приймає складне рішення відмовитись від забезпеченого становища коханки Едварда Рочестера на користь похмурої, злиденної невідомості і чесного життя власним коштом.
Вибір праведного і смиренного життя у романі невдовзі винагороджується отриманням багатої спадщини від дядька, причому Джейн Ейр поділяє її зі своїми кузинами і кузеном, таким чином отримуючи на додачу до багатства і справжню родину. В своєму житті Шарлотта Бронте із сестрами також отримала спадщину від тітки і якраз в той час, коли не мала грошей на заснування власної школи. У пропозиції одружитися і стати місіонеркою, яку Джейн Ейр отримала від Сент-Джона, також можна вгледіти паралелі з особистим життям письменниці. На момент написання роману вона була знайома з близьким товаришем батька, дияконом Артуром Беллом Нікколсом (це його ім'я вона обрала своїм літературним псевдонімом), який тривалий час залицявся до Шарлотти, але здавався їй нецікавим. Лише у 1853 році він домігся її згоди на шлюб і вони побралися.
Розв'язка роману «Джейн Ейр» спочатку виглядає трагічною, адже Едвард Рочестер залишається сліпим калікою, але потім письменниця пом'якшує похмуру картину типовим хепі-ендом. Ця трагедійність також не випадкова, адже в час створення роману батько письменниці стрімко втрачав зір і, зрештою, повністю осліп, залишившись безпорадним. Шарлотта Бронте доглядала його майже до самої своєї смерті, тому і відданість Джейн Ейр скаліченому Рочестерові виглядає такою природною і переконливою.

## Літературні мотиви й алюзії
У «Джейн Ейр» використано багато традицій готичного роману, наприклад, готичний маєток. У романі фігурує Байронівський герой (Рочестер), а також божевільна жінка (Берта, його дружина). Берта кидається на свого брата «подібно вампіру». Також присутні літературні алюзії на Біблію, англійські казки, «Шлях Пілігрима», «Загублений Рай», добутку Вальтера Скотта.
Крім того, Бронте в книзі уникає деяких штампів вікторіанського роману, наприклад, не виведене примирення між Джейн і вмираючою тіткою, і не показана «занепала жінка».
Український переклад: «Джейн Ейр». — К.: Книголав, 2018. С. 608, тираж 2000, ISBN 978-617-7563-12-8. Переклала Маріанна Кіяновська

## Екранізації
- Джейн Ейр (фільм, 1910)
- Джейн Ейр (телесеріал, 1983)
- Джейн Ейр (фільм, 1996)
- Джейн Ейр (мінісеріал, 2006)
- Джейн Ейр (фільм, 2011)